# Reconeixement d'escriptura a mà

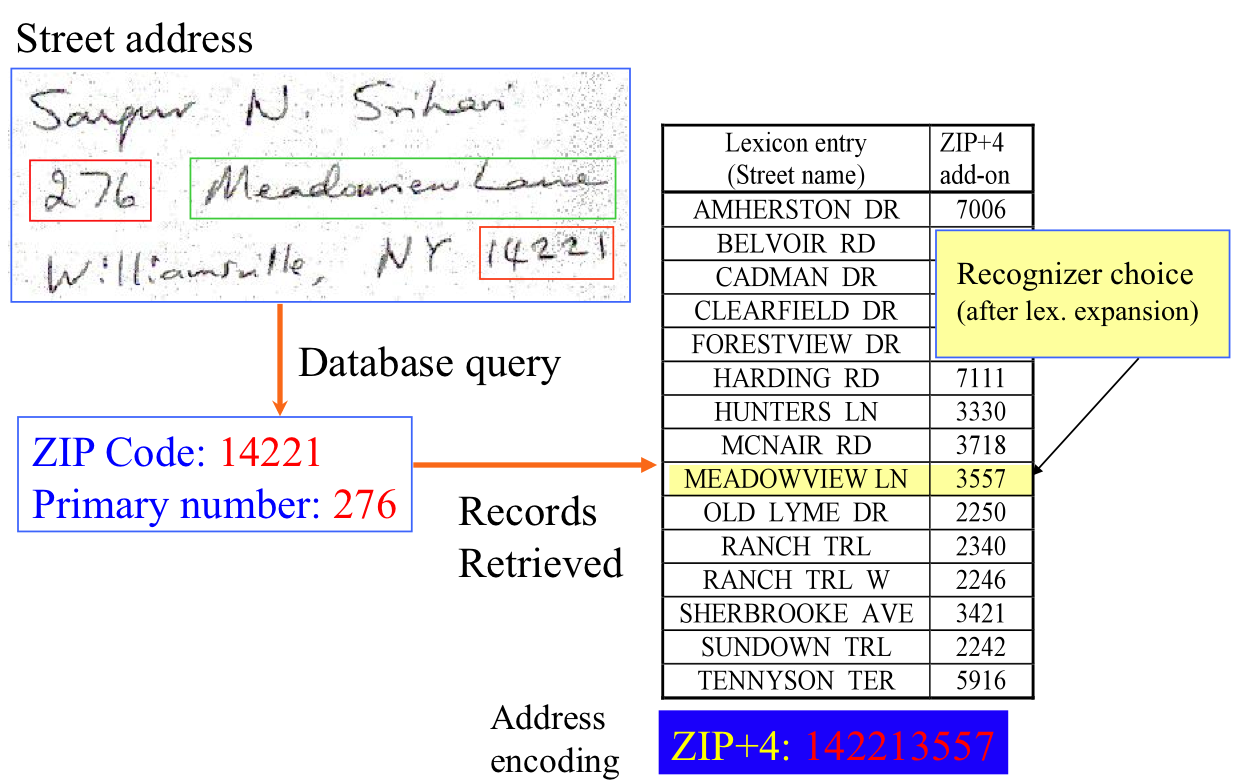
Mètode utilitzat per explotar la informació contextual en el primer sistema d'interpretació d'adreces escrites a mà desenvolupat per Sargur Srihari i Jonathan Hull.

El reconeixement d'escriptura a mà (amb acrònim anglès HWR), també conegut com a reconeixement de text escrit a mà (HTR), és la capacitat d'un ordinador per rebre i interpretar inputs intel·ligibles escrits a mà de fonts com ara documents en paper, fotografies, pantalles tàctils i altres dispositius. La imatge del text escrit es pot detectar "fora de línia" des d'un tros de paper mitjançant l'escaneig òptic (reconeixement òptic de caràcters) o el reconeixement intel·ligent de paraules. Alternativament, els moviments de la punta del llapis es poden detectar "en línia", per exemple per una superfície de pantalla d'ordinador basada en llapis, una tasca generalment més fàcil, ja que hi ha més pistes disponibles. Un sistema de reconeixement d'escriptura a mà gestiona el format, realitza la segmentació correcta en caràcters i troba les paraules més plausibles.
Des del 2009, les xarxes neuronals recurrents i les xarxes neuronals de feedforward profundes desenvolupades al grup de recerca de Jürgen Schmidhuber al Swiss AI Lab IDSIA han guanyat diversos concursos internacionals d'escriptura a mà. En particular, la memòria a llarg termini (LSTM) bidireccional i multidimensional d'Alex Graves et al. va guanyar tres concursos de reconeixement d'escriptura connectada a la Conferència Internacional sobre Anàlisi i Reconeixement de Documents (ICDAR) de 2009, sense cap coneixement previ sobre les tres llengües diferents (francès, àrab i persa) que s'han d'aprendre. Els recents mètodes d'aprenentatge profund basats en GPU per a xarxes feedforward de Dan Ciresan i els seus col·legues de l'IDSIA van guanyar el concurs de reconeixement d'escriptura xinesa fora de línia ICDAR 2011; les seves xarxes neuronals també van ser els primers reconeixedors de patrons artificials a aconseguir un rendiment competitiu humà en el famós problema dels dígits escrits a mà MNIST de Yann LeCun i els seus col·legues de la NYU.